# Jean Laurent (Fußballspieler)
Jean Laurent (* 30. Dezember 1906 in Maisons-Alfort, Département Val-de-Marne; † 14. Mai 1995) war ein französischer Fußballspieler.

## Karriere

### Verein
Laurent begann seine Karriere 1921 bei CA Paris, mit dem er 1928 das französische Pokalfinale gegen den Lokalrivalen Red Star Olympique erreichte. 1930 verließ er die Hauptstadt und spielte in den folgenden Jahren unter anderem für den FC Sochaux, den Racing Club de France, Stade Rennes und den FC Toulouse. 1939 beendete er seine aktive Laufbahn beim HSC Montpellier.

### Nationalmannschaft
Anlässlich der Fußball-Weltmeisterschaft 1930 in Uruguay wurde Laurent gemeinsam mit seinem jüngeren Bruder Lucien, der das erste Tor in der Geschichte der Fußballweltmeisterschaft erzielte, in das französische Aufgebot berufen. Im Gegensatz zu seinem Bruder wurde er während des Turniers jedoch nicht eingesetzt.
Zwischen 1930 und 1932 bestritt Laurent neun Länderspiele für die „Bleus“, in denen er ohne Torerfolg blieb.